# Ina-Maria Greverus

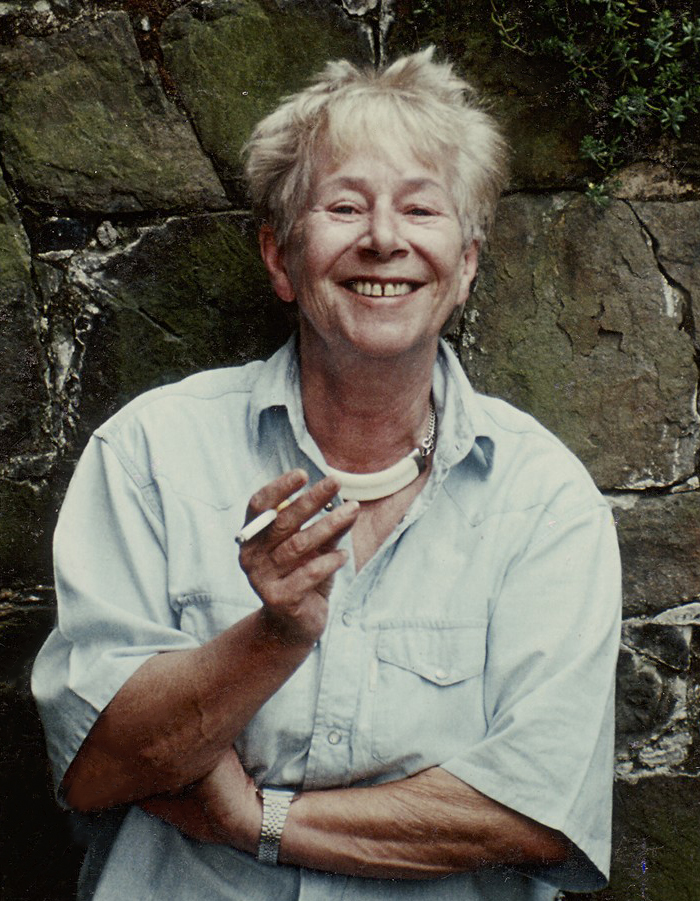
Ina-Maria Greverus, vor 2005

Ina-Maria Greverus (* 16. August 1929 in Zwickau; † 11. April 2017 in Frankfurt am Main) war eine deutsche Volkskundlerin sowie Hochschullehrerin für Europäische Ethnologie und Kulturanthropologie.

## Leben
Ina-Maria Greverus wuchs vor und während des Zweiten Weltkriegs in Zwickau an der Saale auf. Nach der Besetzung von Sachsen durch die sowjetische Armee floh sie zu Verwandten ins Alte Land. Ihr Abitur machte sie in Stade. Während ihres Studiums in Marburg lernte sie Will Greverus kennen, mit dem sie von 1952 bis 1968 verheiratet war. Dieser Ehe entstammen drei Kinder.
Beruflich bedingt lebte sie später in Gießen, Lahnau-Atzbach und Frankfurt am Main.
Ina-Maria Greverus unternahm viele Forschungs- und private Reisen, die von ihrem ethnologischen Blick geprägt waren. Sie bezeichnete sich selbst als Philobatin.

## Werdegang
Ina-Maria Greverus studierte zunächst Germanistik, Skandinavistik, Kunstgeschichte und Volkskunde an den Universitäten Marburg und Universität Uppsala. Im Jahr 1956 wurde sie an der Universität Marburg mit der Dissertation Die Geschenke des kleinen Volkes – KHM 182 – Eine vergleichende Untersuchung zum Doktor der Philosophie promoviert. 1970 folgte ihre Habilitation an der Universität Gießen mit der Arbeit Der territoriale Mensch, einer Analyse der Phänomene Heimat und Identität. In Gießen wirkte sie ab 1971 als Professorin. 1974 gründete sie das Institut für Kulturanthropologie und Europäische Ethnologie an der Universität Frankfurt am Main und wurde dessen erste Professorin sowie Leiterin bis zu ihrer Emeritierung 1997. Greverus’ Nachfolgerin ist seit 1998 ihre Schülerin Gisela Welz.

## Publikationen (Auswahl)
- Skandinavische Balladen des Mittelalters. 1963.
- Der territoriale Mensch. Ein literaturanthropologischer Versuch zum Heimatphänomen. Frankfurt am Main 1972.
- als Hrsg.: Denkmalräume – Lebensräume. 1976.
- Kultur und Alltagswelt. Eine Einführung in Fragen der Kulturanthropologie. München 1978 (= Beck’sche schwarze Reihe. Band 182).
- mit anderen: Tourismus. Ein kritisches Bilderbuch. 1978.
- Auf der Suche nach Heimat. München 1979 (= Beck’sche schwarze Reihe. Band 189).
- mit Gottfried Kiesow und Reinhard Reuter: Das hessische Dorf. Studie zur Dorferneuerung. Frankfurt am Main 1982.
- Neues Zeitalter oder verkehrte Welt. Anthropologie als Kritik. Darmstadt 1990 (= WB-Forum. Band 52).
- Die Anderen und Ich. Vom Sich Erkennen, Erkannt- und Anerkanntwerden; kulturanthropologische Texte. Darmstadt 1995.
- Anthropologisch reisen. Münster [u. a.] 2002.

## Preise und Auszeichnungen
- 1997: Goethe-Plakette des Landes Hessen